# Suécia nos Jogos Olímpicos de Inverno de 1928
O Suécia mandou 24 competidores que disputaram seis modalidades nos Jogos Olímpicos de Inverno de 1928, em St. Moritz, na Suíça. A delegação conquistou 5 medalhas no total, sendo duas de ouro, duas de prata, e uma de bronze.